# 藤代末男
藤代末男（日语：／ Fujishiro Sueo，1949年4月11日—），日本男子举重运动员。他曾代表日本参加1974年亚洲运动会举重比赛，获得一枚金牌。他也曾参加1976年夏季奥林匹克运动会。